# خوسيه ماري (لاعب كرة قدم)
خوسيه ماري (بالإسبانية: José María Romero Poyón)‏ هو لاعب كرة قدم إسباني، ولد في 10 ديسمبر 1978 في إشبيلية في إسبانيا. شارك مع منتخب إسبانيا تحت 18 سنة لكرة القدم ومنتخب إسبانيا تحت 21 سنة لكرة القدم ومنتخب إسبانيا تحت 23 سنة لكرة القدم ومنتخب إسبانيا لكرة القدم. أما مع النوادي، فقد لعب مع أتلتيكو مدريد وإشبيلية أتلتيكو وإيه سي ميلان وخيمناستيك طركونة وريال بيتيس ونادي إشبيلية ونادي خيريث ونادي فياريال.

## وصلات خارجية
- خوسيه ماري على موقع الاتحاد الدولي (مؤرشف)  (الإنجليزية)
- خوسيه ماري على موقع قاعدة بيانات كرة القدم.إي يو (الإنجليزية)
- خوسيه ماري على موقع ناشيونال فوتبول تيمز (الإنجليزية)
- خوسيه ماري على موقع Soccerway.com (الإنجليزية)
- خوسيه ماري على موقع عالم كرة القدم.نت (الإنجليزية)
- خوسيه ماري على موقع أوليمبيديا (الإنجليزية)